# Шилтах
Шилтах (њем. Schiltach) град је у њемачкој савезној држави Баден-Виртемберг. Једно је од 21 општинског средишта округа Ротвајл. Према процјени из 2010. у граду је живјело 3.974 становника. Посједује регионалну шифру (AGS) 8325051.

## Географски и демографски подаци
Шилтах се налази у савезној држави Баден-Виртемберг у округу Ротвајл. Град се налази на надморској висини од 330 метара. Површина општине износи 34,2 km². У самом граду је, према процјени из 2010. године, живјело 3.974 становника. Просјечна густина становништва износи 116 становника/km².